# Cap Tuxen
Le cap Tuxen est un cap rocheux de l'Antarctique formant le côté sud de l'entrée de la baie Waddington (Waddington Bay (en)) de la péninsule de Kiev (Kiev Peninsula (en)) sur la côte ouest de la Terre de Graham. 

## Histoire
Il a été découvert et nommé lors de l'expédition antarctique belge d' Adrien de Gerlache de Gomery (1897-1899).